# Olivers Linde
Olivers Linde (Tilia oliveri) ist eine Pflanzenart aus der Gattung der Linden (Tilia) in der Familie der Malvengewächse (Malvaceae). Diese Laubbaumart ist in China heimisch.

## Beschreibung
Olivers Linde ist ein laubabwerfender Baum, der Wuchshöhen von 6 bis etwa 26 Metern bei einem Stammdurchmesser von etwa 60 Zentimeter erreichen kann. Bei jungen Bäumen ist die Baumkrone locker, im Alter hochgewölbt. Die Borke ist dunkelgrau und glatt sowie mit einigen braunen Haarstreifen durchsetzt. Die Rinde junger Zweige ist rotbraun, dick und unbehaart. Die eiförmigen Knospen sind rot bis grün, glatt bis behaart. Die gestielten Laubblätter sind einfach. Der glatte oder selten behaarte Blattstiel ist 1,5 bis etwa 6 Zentimeter lang. Die Blattspreite ist flach und auf der Oberseite hell frischgrün; die Unterseite wirkt durch die filzige Behaarung silberweiß. Die schief herzförmige Blattspreite ist 6 bis 14 mal 4,5 bis 10 Zentimeter groß. Der Blattrand ist gesägt mit langen Spitzen. Es sind Nebenblätter vorhanden.
Die Blütezeit liegt im Juni bis August. In einem hängenden trugdoldigen Blütenstand stehen 3 bis 20 Blüten zusammen. Der Blütenstand ist höchstens so lang wie das Hochblatt, das auf zwei Fünfteln seiner Länge mit dem Blütenstandsstängel verwachsen ist. Es ist 5 bis 8 Zentimeter lang und 1 bis 2,5 Zentimeter breit, auf der Oberseite hellgrün und auf der Unterseite weißlich. Die zwittrigen, radiärsymmetrischen Blüten sind fünfzählig. Die fünf behaarten Kelchblätter sind 5 bis 6 Millimeter groß. Die fünf glatten Kronblätter sind 6 bis 7 Millimeter groß. In fünf Bündeln sind insgesamt 45 Staubblätter zusammengefasst. Die Staminodien sind glatt. Der Fruchtknoten ist behaart. Der Griffel ist glatt.
Die mehr oder weniger kugeligen Früchte weisen einen Durchmesser von etwa 7 bis 10 Millimeter auf; sie sind behaart und dickschalig. Die Samen reifen im August bis September.
Die Chromosomenzahl beträgt 2n = 82.

## Verbreitung
Die Heimat von Olivers Linde liegt in Zentralchina. Ihre Vorkommen liegen dort in den Provinzen Gansu, Hubei, Hunan, Jiangxi, Shaanxi, Sichuan und Zhejiang. Sie kommt in Höhenlagen von 1300 bis 2250 Metern vor.
In Mitteleuropa ist sie nur selten in Botanischen Gärten und Sammlungen anzutreffen. Sie ist auch nicht vollständig winterhart.

## Systematik
Die Beschreibung durch den polnischen Botaniker Ignaz von Szyszyłowicz unter dem Taxon Tilia oliveri wurde 1890 veröffentlicht.
Ein Synonym ist Tilia pendula V.Engl. non Rupr. & Maxim.